# Escala temperada
L'escala temperada divideix l'octava en 12 intervals iguals, semitons. D'aquesta manera dues notes separades per un semitò tenen unes freqüències amb un quocient de {\displaystyle 2^{\frac {1}{12}}}.
Si multipliquem una freqüència per {\displaystyle 2} haurem pujat una octava. Per tant, si volem pujar un semitò haurem de multiplicar la freqüència per {\displaystyle 2^{\frac {1}{12}}}. D'aquesta forma si pujem 12 semitons estarem pujant una octava.
La taula següent mostra l'escala temperada de dotze notes:
| Nota (Anglès) | Nota (Llengües romanç) | Síl·laba | Pronunciació |
| ------------- | ---------------------- | -------- | ------------ |
| C             | Do, Ut (Francès)       | do       | /do/         |
| C♯            | Do♯, Ut♯ (Francès)     | do       | /do/         |
| D♭            | Re♭                    | re       | /re/         |
| D             | Re                     | re       | /re/         |
| D♯            | Re♯                    | re       | /re/         |
| E♭            | Mi♭                    | mi       | /mi/         |
| E             | Mi                     | mi       | /mi/         |
| F             | Fa                     | fa       | /fa/         |
| F♯            | Fa♯                    | fa       | /fa/         |
| G♭            | Sol♭                   | sol      | /sol/        |
| G             | Sol                    | sol      | /sol/        |
| G♯            | Sol♯                   | sol      | /sol/        |
| A♭            | La♭                    | la       | /la/         |
| A             | La                     | la       | /la/         |
| A♯            | La♯                    | la       | /la/         |
| B♭            | Si♭                    | si       | /si/         |
| B             | Si                     | si       | /si/         |

L'escala temperada és una solució de compromís a un problema irresoluble en què han intervingut científics i matemàtics de la importància de Galileu, o Euler.